# Charles Descaure
Charles Descaure est un homme politique français né le 11 mai 1848 à Fresnoy-en-Chaussée (Somme) et décédé le 18 janvier 1893 à Ailly-sur-Noye (Somme).

## Biographie
Propriétaire terrien, éleveur de chevaux, il est maire de Fresnoy-en-Chaussée, conseiller d'arrondissement en 1874 et conseiller général du canton de Moreuil en 1876. Il est député de la Somme de 1885 à 1893, siégeant à droite. 

## Sources
- « Charles Descaure », dans Adolphe Robert et Gaston Cougny, Dictionnaire des parlementaires français, Edgar Bourloton, 1889-1891 [détail de l’édition]
- « Charles Descaure », dans le Dictionnaire des parlementaires français (1889-1940), sous la direction de Jean Jolly, PUF, 1960 [détail de l’édition]